# Idioma burgundio
El idioma burgundio fue una lengua germánica oriental, hablado por el pueblo burgundio desde su supuesto origen en Bornholm, pasando por su migración a Pomerania  (actuales Polonia y noreste de Alemania), hasta su establecimiento definitivo en las regiones galas de Burgundia y Sapaudia (aproximadamente los territorios de las actuales regiones de Renania, Borgoña y parte de Saboya).
Poco se sabe de esta lengua. Se conservan algunos nombres propios de los burgundios, y algunas palabras de dialectos actuales de la zona parecen derivar de la antigua lengua burgundia, pero a menudo es difícil distinguir éstas de las palabras de otro origen germánico; no obstante, de la forma moderna de estas palabras raras veces es apropiado deducir mucho sobre este antiguo idioma. Existen muchas especulaciones sobre la influencia germánica que tuvo el burgundio sobre los modernos dialectos franco-provenzales tras la incorporación al reino de Francia de su área de influencia.